# Molières-sur-Cèze
 Molières-sur-Cèze  es una población y comuna francesa, situada en la región de Languedoc-Rosellón, departamento de Gard, en el distrito de Alès y cantón de Saint-Ambroix.

## Demografía
| 3188 | 2700 | 2225 | 2142 | 2151 | 1432 |
| Para los censos de 1962 a 1999 la población legal corresponde a la población sin duplicidades (Fuente: INSEE [Consultar]) |      |      |      |      |      |

## Trivia
En la comuna se descubrió en 1837 un nuevo mineral, la boulangerita, siendo nombrada así en honor de Charles L. Boulanger, ingeniero de minas francés.